# Thomas Schemitsch
Thomas Schemitsch, född 26 oktober 1996 i Thornhill, Ontario, är en kanadensisk professionell ishockeyspelare som spelar för Malmö Redhawks i SHL.
Han har spenderat merparten av sin professionella karriär i AHL tillhörande Cleveland Monsters och Springfield Thunderbirds.